# Миома матки
Мио́ма ма́тки (также фибромио́ма, лейомио́ма) — это доброкачественная опухоль, возникающая в мышечном слое матки — миометрии. Является одним из самых распространенных заболеваний у женщин, достигая частоты 12 — 25 % от всех гинекологических заболеваний. Наиболее высокая заболеваемость миомой матки приходится на поздний репродуктивный период и перед климаксом. Существует мнение, что истинная распространенность миомы значительно больше и достигает более 70 % как в России, так и за рубежом.
Узел миомы представляет собой клубок хаотично переплетающихся гладкомышечных волокон округлой формы. Большинство узлов имеют диаметр от нескольких миллиметров до нескольких сантиметров, но иногда они могут достигать больших размеров и веса в несколько килограммов. Так, самый большой узел, о котором имеется упоминание в мировой литературе, весил 63 кг.
Причины появления миомы до конца не изучены. Хотя очевидная роль гормональных факторов в развитии миомы была описана ещё в 80-е годы прошлого века в трудах В. М. Бреслера и Г. А. Савицкого, остается неясным вопрос первичности или вторичности миомы по отношению к гормональным сдвигам. Существенную роль играют такие факторы риска, как позднее начало месячных, обильные менструации, мед аборты, воспалительные заболевания женских половых органов. Другим значимым фактором риска считают избыточную массу тела в сочетании с гиподинамией и стрессами.
Для лечения миомы матки на протяжении многих десятилетий применяется хирургическое удаление узлов (вылущивание) и даже, во многих случаях крупных узлов, — удаление матки. В настоящее время разработаны эффективные схемы консервативного лечения на основе агонистов ГнРГ, а также эффективные эндоваскулярные методики безоперационного лечения миомы с помощью введения в артерии миомы микроэмболов, перекрывающих кровоток в опухоли. Данные методики позволяют сохранить матку в тех случаях, когда раньше была показана гистерэктомия.

## Механизм развития
Каждый узел миомы возникает в результате неправильного деления одной гладкомышечной клетки, и поэтому все клетки в узле являются идентичными. Миома матки считается гормонально-зависимой опухолью. Доказательством этого служат следующие факторы:
- обнаружение в опухоли рецепторов к половым гормонам,
- появление миомы в репродуктивном возрасте, когда уровень эстрогенов высокий,
- регресс опухоли после менопаузы, когда уровень эстрогенов достигает минимума,
- появление миомы у некоторых женщин в постменопаузе на фоне приема эстрогенных препаратов.
- механизм гиперэстрогении:
  - лейомиомы преобразуют эстрадиол в эстрон;
  - клетки лейомиомы содержат большую плотность рецепторов (гормонзависимая опухоль) по сравнению с нормальным миометрием;
  - лейомиомы содержат высокие уровни цитохром p450 ароматазы, который позволяет преобразовывать андрогены в эстрогены.

## Распространённость
Миома матки — самая распространённая опухоль у женщин. По различным оценкам, она возникает у каждой второй-четвёртой женщины в течение репродуктивного периода, преимущественно после 30 лет.

## Классификация
По количеству узлов:
- одиночная миома;
- множественная миома.

По расположению узлов в матке:
- Подслизистые узлы (субмукозная миома) — расположены ближе к полости матки. Встречаются относительно редко, иногда они имеют тонкую ножку и могут опускаться из матки в шейку матки или во влагалище; в этом случае говорят о «рождающемся» узле миомы.
- Межмышечные узлы (интерстициальную, интрамуральную) — узлы находятся в стенке матки в мышечном слое.
- Подбрюшинные узлы (субсерозная миома) — расположены на наружной стороне матки, ближе к брюшной полости. Могут иметь основание меньшего диаметра, чем сам узел; в этом случае употребляют термин «узел на ножке».
- Межсвязочные узлы (интралигаментарная миома).
- Шеечная миома.

Наиболее распространенной является интерстициальная миома матки. По данным разных авторов её частота колеблется от 50 до 61 % и более. Частота субсерозной миомы от 26 до 35 %, субмукозной не более 13 %.
В 50 % случаев миома матки протекает бессимптомно. Бессимптомное течение более характерно для небольшой одиночной или множественной миомы с межмышечным и подбрюшинным расположением.

## Симптомы
Наиболее типичными симптомами миомы матки являются сильные менструальные кровотечения (меноррагии), чувство давления и боли внизу живота. Меноррагии более характерны для подслизистых миом. При росте миомы менструации постепенно становятся более обильными и продолжительными, нередко приводя к развитию малокровия (анемии). Чувство тяжести или давления внизу живота более характерно для межмышечной и подбрюшинной миомы, особенно при больших размерах узлов. Боли, как правило, возникают во время менструаций и носят схваткообразный характер, но могут быть постоянными. Боли также могут иметь внезапный режущий характер, что отмечается при очень редком осложнении — перекруте ножки подбрюшинного узла. К более редким симптомам миомы матки относят бесплодие и нарушение функции соседних органов: мочевого пузыря и прямой кишки.

## Диагностика
Для диагностики миомы матки наиболее информативным методом является ультразвуковое исследование, при котором миома обнаруживается в виде округлых очагов пониженной эхогенности (имеющих менее плотную структуру, чем миометрий). В некоторых случаях для дифференциальной диагностики миомы матки и опухоли яичника используют магнитно-резонансную томографию.
Основные методы диагностики миомы матки:
- анализ крови на гормоны;
- биопсия;
- гинекологический осмотр;
- магнитно-резонансная томография (МРТ);
- стандартные гинекологические анализы на микрофлору, цитологию, инфекции;
- трансвагинальное или трансабдоминальное ультразвуковое исследование.

## Лечение
Тактика лечения миомы в значительной мере определяется размерами и количеством узлов, а также степенью выраженности симптомов. При бессимптомных миомах малых размеров часто применяется выжидательная тактика, хотя её оправданность остается спорной. Каким бы малым ни был размер узлов миомы — это точно такое же заболевание, и даже крошечные миоматозные узлы, случайно выявленные во время ультразвукового исследования, должны рассматриваться в качестве терапевтической мишени.

### Консервативная терапия
Из лекарственных препаратов, использующихся при лечении миомы матки и её симптомов, находят применение следующие:
- Транексамовая кислота. Наиболее эффективное средство при меноррагиях, обусловленных миомой матки. Препарат препятствует разрушению тромбов, блокируя эндометриальный плазминоген. Клинические исследования показывают уменьшение менструальной кровопотери на одну треть.
- Антагонисты гонадотропин релизинг-гормона (ГнРГ). Подавляя выработку гонадотропных гормонов гипофиза, оказывают выраженный антиэстрогенный эффект и вызывают значительное уменьшение размеров узлов миомы. Поскольку эффект агонистов ГнРГ наблюдается только во время использования препаратов, а сроки их применения ограничены побочными эффектами, их используют в основном для подготовки к хирургическому удалению узлов.

Широко назначавшиеся ранее оральные контрацептивы и синтетические прогестагены в клинических исследованиях не обнаружили преимуществ в сравнении с плацебо для торможения роста миомы матки. Так, например, препарат Дюфастон®, часто назначаемый при миоме матки, не только не замедляет, но по некоторым данным ускоряет рост узлов.
Другие препараты: элаголикс.

### Хирургическое лечение
До недавнего времени гистерэктомия была единственным методом лечения симптомной миомы. В настоящее время гистерэктомия применяется всё реже, уступая место более современным, малотравматичным и высокоэффективным методам. Из эндоскопических методов для удаления подбрюшинных узлов миомы используются лапароскопия, а для удаления подслизистых узлов — гистероскопия.

### Эмболизация маточных артерий
Современный метод лечения миомы матки, принцип которого состоит в прекращении кровотока по маточным артериям, и замещении узлов миомы соединительной тканью. Метод заключается в проведении катетера через бедренную артерию в маточную артерию и блокировании в ней кровотока с помощью эмболизационного материала. Процедура выполняется в рентгеноперационной, относится к малоинвазивным вмешательствам и не требует наркоза. Как правило, необходима госпитализация на один день. В настоящее время эмболизация все шире применяется для лечения миомы матки.

### ФУЗ-абляция миомы
Метод лечения миомы, основанный на нагревании тканей узлов высокоинтенсивым фокусированным ультразвуком, благодаря передаче большого количества энергии в четко локализованный участок после применения которого наступает деструкция ткани узла — термический некроз. Принцип действия очень напоминает концентрацию солнечных лучей увеличительным стеклом. Вершиной развития метода является на сегодняшний день комбинация источника фокусированного ультразвука (излучатель вмонтированный в стол) и аппарата МРТ. Проведение ультразвука осуществляется через переднюю брюшную стенку. МР томограф контролирует локализацию и что особенно важно температуру нагрева в режиме реального времени. Метод позволяет проводить деструкцию четко ограниченного участка, не повреждая здоровые ткани. Зона между «пролеченной» и здоровой тканью составляет всего лишь несколько рядов клеток. Таким образом фокусированный ультразвук на сегодняшний день как никогда близко приблизился к понятию «идеальный хирургический инструмент» Процедура не требует введения инструментов в полости тела, обезболивания и госпитализации, однако возможна далеко не во всех случаях и требует правильного отбора пациентов. Субстратом для воздействия фокусированного ультразвука является соединительная ткань расположенная в миоме. Соединительная ткань хорошо накапливает энергию и позволяет достичь температуру необходимую для термического некроза. Таким образом очень хорошо лечению методом ФУЗ поддаются так называемые фибромиомы, которые составляют 70 % всех миом. Лейомиомы, или клеточные миомы абсолютно не подходят к лечению методом ФУЗ из-за отсутствия субстрата для воздействия и высокоинтенсивному кровоснабжению, что не позволяет провести достаточный нагрев ткани. В период тестирования метода и его внедрения в клиническую практику неправильный отбор пациенток служил причиной частых рецидивов и ошибочно трактовался как неэффективность метода. Для оценки возможности проведения ФУЗ абляции пациентки необходимо пройти МРТ при которой определяется тип миомы. В последнее время многочисленными работами различных авторов, основанными на ретроспективных исследованиях пролеченных пациенток, показана высокая эффективность метода, не уступающая по показателям другим методам лечения миомы матки при условии его правильного применения.
Показаниями к применению ФУЗ-абляции в отношении миомы матки являются стандартные показания к органосберегающему лечению при миоме матки. В зависимости от клинических задач, которые ставит врач-гинеколог, применение технологии возможно в четырёх тактических вариантах.
1. Органосберегающее лечение миомы матки.
2. Профилактика клинических проявлений миомы матки (что позволяет отказаться от выжидательной амбулаторной практики в отношении роста миоматозных узлов).
3. Подготовка узла миомы к трансцервикальной миомэктомии (в результате FUS-деструкции уменьшаются размеры узла и интенсивность кровотока, что существенно снижает риск возможных осложнений и облегчает проведение операции);
4. С целью отсрочить оперативное лечение.
В отличие от других методов, ФУЗ-МРТ абляция миомы матки — это неинвазивный, органосберегающий метод, без госпитализации, без боли, сохраняет женщине максимально высокие шансы в сравнении с другими методами на успешную беременность, имеет минимальный процент осложнений среди всех используемых методов лечения миомы матки (в настоящее время менее 0,05 %).
Метод получил признание во многих странах CE (Европа), FDA (США), MHLW (Япония), CFDA (Китай), ANVISA (Бразилия), канадский FDA, KFDA (Корея), РФ, Тайвань.

### Другие виды лечения
Для лечения миомы используются экстракты лекарственных растений и гомеопатические препараты, однако эффективность их не является доказанной.

## Профилактика
Специальных мер предупреждения миомы матки не существует.